# Светско првенство у скоковима у воду 2019.
Светско првенство у скоковима у воду 2019. одржано је по осамнаести пут као део програма Светског првенства у воденим спортовима чији домаћин је био јужнокорејски град Квангџу. Такмичење се одржало у периоду 12−20. јун 2019. на базену Општинског универзитетско центра за водене спортове Намбу. 
На првенству је учестовало укупно 267 такмичара из 47 земаља који су се такмичили у 13 дисциплина − 6 појединачних и 7 у синхронизованим скоковима.

## Дисциплине и систем такмичења
На светском првенству у скоковима у воду такмичења су се одвијала у следећим дисциплинама:
- скокови са даске са висине од 1 метра у обе конкуренције појединачно (2 комплета медаља);
- скокови са даске са висине од 3 метра у обе конкуренције појединачно, синхронизовано (у пару) и синхронизовано у мешовитим мушко-женским паровима (укупно 5 комплета медаља);
- скокови са торња са висине од 10 метара у обе конкуренције појединачно, синхронизовано (у пару) и синхронизовано у мешовитим мушко-женским паровима (укупно 5 комплета медаља)
- екипно такмичење (1 комплет медаља)

Укупно је подељено 13 комплета медаља.
Сва појединачна такмичења одвијају ће се у три фазе: квалификације, полуфинале и финале. Редослед наступања током квалификација одређен је случајним компјутерским одабиром, док редослед наступа у осталим рундама зависи од резултата у квалификацијама. Пласман у полуфинале обезбедит ће по 18 такмичара/такмичарки са најбољим резултатима. У финалима ће учестовати 12 најбоље пласираних такмичара/такмичарки из полуфинала. Такмичења у скоковима са даске са висине од 1 метра састојат ће се из два дела (квалификације и финале), баш као и дисциплине са синхронизованим скоковима у обе конкуренције.
У мешовитим дисциплинама скакат ће се само финала.

## Сатница такмичења
Сатница је по локалном времену UTC+9.
| Датум         | Време | Дисциплина                                       |
| ------------- | ----- | ------------------------------------------------ |
| 12. јул 2019. | 11:00 | Мушкарци, даска 1 м квалификације                |
| 12. јул 2019. | 15:30 | Жене, даска 1 м квалификације                    |
| 13. јул 2019. | 10:00 | Мушкарци, даска 3 м синхронизовано квалификације |
| 13. јул 2019. | 13:00 | Микс, скокови са торња 10 м финале               |
| 13. јул 2019. | 15:30 | Жене, даска 1 м финале                           |
| 13. јул 2019. | 20:45 | Мушкарци, синхро даска 3 м финале                |
| 14. јул 2019. | 10:00 | Жене, синхро торањ 10 м квалификације            |
| 14. јул 2019. | 15:30 | Мушкарци, даска 1 м финале                       |
| 14. јул 2019. | 20:45 | Жене, синхро торањ 10 м финале                   |
| 15. јул 2019. | 10:00 | Жене, синхро даска 3 м квалификације             |
| 15. јул 2019. | 13:00 | Мушкарци, торањ 10 м квалификације               |
| 15. јул 2019. | 15:30 | Жене, синхро даска 3 м финале                    |
| 15. јул 2019. | 20:45 | Мушкарци, синхро торањ 10 м финале               |
| 16. јул 2019. | 10:00 | Жене, торањ 10 м квалификације                   |
| 16. јул 2019. | 15:30 | Жене, торањ 10 м полуфинале                      |
| 16. јул 2019. | 20:45 | Екипно такмичење                                 |
| 17. јул 2019. | 10:00 | Мушкарци, даска 3 м квалификације                |
| 17. јул 2019. | 15:30 | Мушкарци, даска 3 м полуфинале                   |
| 17. јул 2019. | 20:45 | Жене, торањ 10 м финале                          |
| 18. јул 2019. | 10:00 | Жене, даска 3 м квалификације                    |
| 18. јул 2019. | 15:30 | Жене, даска 3 м полуфинале                       |
| 18. јул 2019. | 20:45 | Мушкарци, даска 3 м финале                       |
| 19. јул 2019. | 10:00 | Мушкарци, торањ 10 м квалификације               |
| 19. јул 2019. | 15:30 | Мушкарци, торањ 10 м полуфинале                  |
| 19. јул 2019. | 20:45 | Жене, даска 3 м финале                           |
| 20. јул 2019. | 15:30 | Микс, даска 3 м финале                           |
| 20. јул 2019. | 20:45 | Мушкарци, торањ 10 м финале                      |

## Земље учеснице
На првенству у скоковима у воду учестовало је укупно 47 земаља, односно 267 такмичара.
- Аустралија (13)
- Белорусија (2)
- Бразил (9)
- Велика Британија (13)
- Венецуела (3)
- Грузија (2)
- Грчка (2)
- Доминиканска Република (2)
- Египат (5)
- Индија (1)
- Ирска (3)
- Италија (7)
- Јамајка (1)
- Јапан (7)
- Јерменија (2)
- Јужна Африка (2)
- Јужна Кореја (8)
- Канада (10)
- Кина (17)
- Колумбија (8)
- Куба (6)
- Кувајт (4)
- Литванија (1)
- Макао (4)
- Малезија (9)
- Мексико (16)
- Немачка (10)
- Нови Зеланд (6)
- Норвешка (2)
- Пољска (3)
- Порторико (1)
- Румунија (4)
- Русија (13)
- Сингапур (7)
- Сједињене Државе (19)
- Тајланд (6)
- Узбекистан (3)
- Украјина (9)
- Финска (3)
- Француска (4)
- Холандија (2)
- Хонгконг (1)
- Хрватска (2)
- Чиле (3)
- Швајцарска (6)
- Шведска (4)
- Шпанија (2)

## Освајачи медаља
| Дисциплина                                   |                                     | Резултат |                                                 | Резултат |                                          | Резултат |
| мушкарци појединачно                         |                                     |          |                                                 |          |                                          |          |
| даска 1 м                                    | Ванг Цунгјуен (КИН)                 | 440,25   | Ромел Пачеко (МЕК)                              | 420,15   | Пенг Ђенфенг (КИН)                       | 415,00   |
|                                              |                                     |          |                                                 |          |                                          |          |
| даска 3 м                                    | Сје Сији (КИН)                      | 545,45   | Цао Јуен (КИН)                                  | 517,85   | Џек Ло (ВБ)                              | 504,55   |
|                                              |                                     |          |                                                 |          |                                          |          |
| торањ 10 м                                   | Јанг Ђен (КИН)                      | 598,65   | Јанг Хао (КИН)                                  | 585,75   | Александар Бондар (РУС)                  | 541,05   |
| мушкарци синхронизовано                      |                                     |          |                                                 |          |                                          |          |
| 3 м даска                                    | Цао Јуен & · Сје Сији (КИН)         | 439,74   | Данијел Гудфелоу & · Џек Ло (ВБ)                | 415,02   | Јаел Кастиљо & · Хуан Селаја (МЕК)       | 413,94   |
|                                              |                                     |          |                                                 |          |                                          |          |
| 10 м торањ                                   | Цао Јуен & · Чен Ајсен (КИН)        | 486,93   | Александар Бондар & · Виктор Минибајев (РУС)    | 444,60   | Том Дејли & · Мети Ли (ВБ)               | 425,91   |
| жене појединачно                             |                                     |          |                                                 |          |                                          |          |
| даска 1 м                                    | Чен Јивен (КИН)                     | 285,45   | Сара Бејкон (САД)                               | 262,00   | Ким Суџи (ЈКО)                           | 257,20   |
|                                              |                                     |          |                                                 |          |                                          |          |
| даска 3 м                                    | Ши Тингмао (КИН)                    | 391,00   | Ванг Хан (КИН)                                  | 372,85   | Медисон Кини (АУС)                       | 367,05   |
|                                              |                                     |          |                                                 |          |                                          |          |
| торањ 10 м                                   | Чен Јуси (КИН)                      | 439,00   | Лу Веј (КИН)                                    | 377,80   | Дилејни Шнел (САД)                       | 364,20   |
| жене синхронизовано                          |                                     |          |                                                 |          |                                          |          |
| 3 м даска                                    | Ванг Хан & · Ши Тингмао (КИН)       | 342,00   | Џенифер Абел & · Мелиса Ситрини-Болије (КАН)    | 311,10   | Паола Еспиноза & · Мелани Ернандез (МЕК) | 294,90   |
|                                              |                                     |          |                                                 |          |                                          |          |
| 10 м торањ                                   | Лу Веј & · Џанг Ђаћи (КИН)          | 345,24   | Љанг Минју & · Панделела Ринонг (МЛЗ)           | 312,72   | Саманта Бромберг & · Катрина Јанг (САД)  | 304,86   |
| мешовите дисциплине, синхронизовано и екипно |                                     |          |                                                 |          |                                          |          |
| 3 м даска син микс                           | Метју Картер & · Медисон Кини (АУС) | 304,86   | Франсоа Ембо-Дилак · Џенифер Абел (КАН)         | 304,08   | Лоу Масенберг & · Тина Пунцел (НЕМ)      | 301,62   |
|                                              |                                     |          |                                                 |          |                                          |          |
| 10 м торањ син микс                          | Љен Ђуенђе & · Си Јађе (КИН)        | 346,14   | Виктор Минибајев & · Јекатерина Белиајева (РУС) | 311,28   | Хосе Баљеса & · Марија Санчез (МЕК)      | 287,64   |
|                                              |                                     |          |                                                 |          |                                          |          |
| екипно                                       | Јанг Ђен & · Лин Шан (КИН)          | 416,65   | Сергеј Назин & · Јулија Тимошињина (РУС)        | 390,05   | Ендру Капобјанко & · Катрина Јанг (САД)  | 357,60   |

## Биланс медаља
| Ранг | Држава           | Злато | Сребро | Бронза | Укупно |
| ---- | ---------------- | ----- | ------ | ------ | ------ |
| 1.   | Кина             | 12    | 4      | 1      | 17     |
| 2.   | Аустралија       | 1     | 0      | 1      | 2      |
| 3.   | Русија           | 0     | 3      | 1      | 4      |
| 4.   | Канада           | 0     | 2      | 0      | 2      |
| 5.   | Сједињене Државе | 0     | 1      | 3      | 4      |
| 5.   | Мексико          | 0     | 1      | 3      | 4      |
| 7.   | Велика Британија | 0     | 1      | 2      | 3      |
| 8.   | Малезија         | 0     | 1      | 0      | 1      |
| 9.   | Јужна Кореја     | 0     | 0      | 1      | 1      |
| 9.   | Немачка          | 0     | 0      | 1      | 1      |